# メアリー・ムーアマン

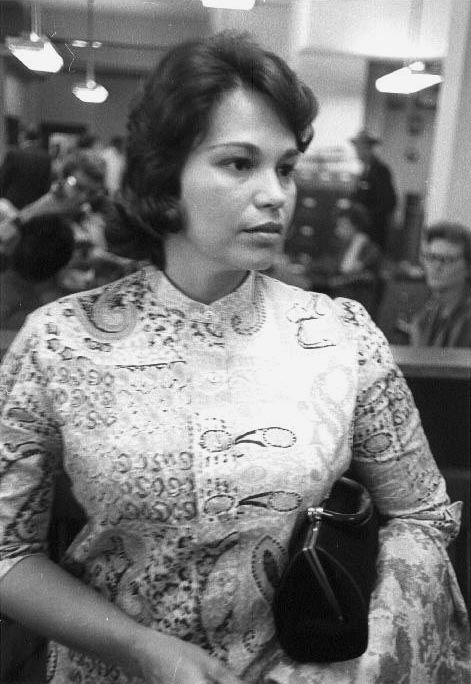
事件発生直後のムーアマン

メアリー・ムーアマン（英：Mary Moorman、1932年8月5日-）は　ケネディ大統領暗殺事件でジョン・F・ケネディ大統領が射殺された瞬間を間近で撮影した目撃者。

## ケネディ暗殺

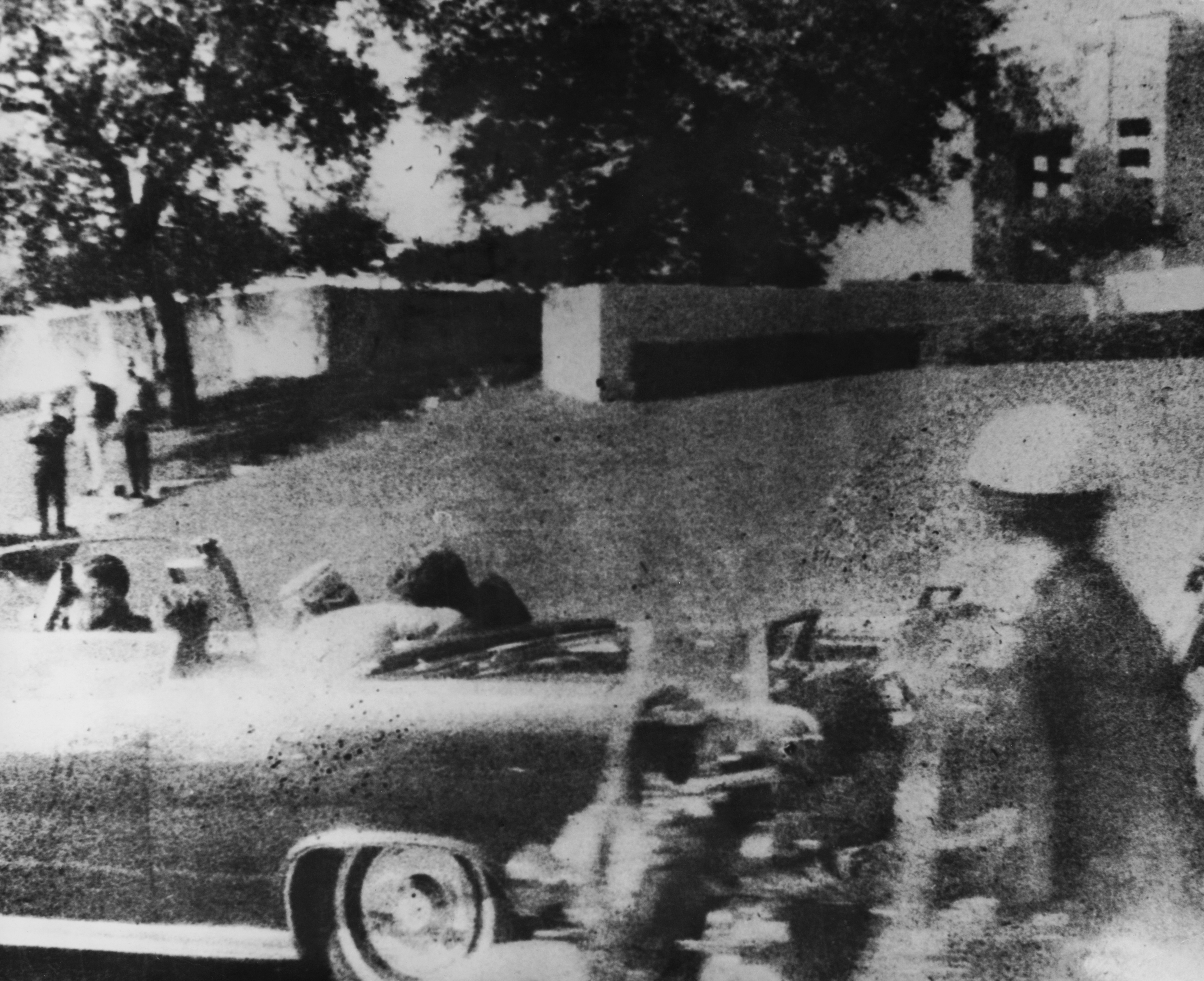
ムーアマンが撮影した写真。

1963年11月22日、ジョン・F・ケネディ大統領がテキサス州ダラスのディーリー・プラザで銃撃された。当時ムーアマンは息子から「大統領を撮ってほしい」と頼まれたいた。しかし彼女が撮影した写真は3発目の弾丸が頭部に命中してケネディ大統領が倒れる瞬間の写真だった。その写真はケネディ暗殺で有名な写真となった。

## 証言とバッジマン
ムーアマンは2013年にケネディ暗殺は50年を経過した際に「ケネディ暗殺は政府によって隠蔽されたのでしょう。この事件はオズワルドの単独犯行ではなく、支援者がいたのでしょう。」と証言している。ムーアマンが撮影した写真には草の丘、グラッシノールの丘に制服？を着た警察官のバッジをつけているように見える男が写っている。このことから名前は「バッジマン」と囁かれた。他にもバッジマン含め4人の謎の人物が映り込んでいるといわれている。